# Desmatodon barbula
Desmatodon barbula là một loài rêu trong họ Pottiaceae. Loài này được (Schwägr.) Grout mô tả khoa học đầu tiên năm 1940.